# نبرد آلمیروس
نبرد آلمیروس (انگلیسی: Battle of Halmyros)، نبردی است در ۱۵ مارس ۱۳۱۱ میان نیروهای دوک‌نشین فرانکی آتن و متحدانش در مقابل با کمپانی کاتالان که در نهایت با پیروزی قاطع نیروهای مزدور کاتالان همراه شد و قدرت در آتن به نیروهای کاتالان رسید.